# فول (حلوى)
الفَوْل حلوى إنجليزية. يُصنع فَول الفاكهة عن طريق مزج الفاكهة المطهية المهروسة مثل كشمش شائك في القسترد الحلو. غالبًا ما تتخلى الوصفات الحديثة للفَول عن القسترد التقليدي وتستخدم القشدة المخفوقة. ويمكن إضافة عامل منكهة مثل ماء الورد إليها.